# Афанасьев, Георгий Павлович
Гео́ргий (Юрий) Па́влович Афана́сьев (23 апреля (5 мая) 1880 — не ранее 1920) — полковник Русской императорской армии и армии Украинской державы, участник Первой мировой войны и «белого» движения, Георгиевский кавалер.

## Биография
Из потомственных дворян Херсонской губернии, православного вероисповедания. Уроженец Ломжинской губернии (ныне Польша).
Воспитание и общее образование получил в Орловском Бахтина кадетском корпусе.

### Русский офицер
В военную службу вступил в 17 лет юнкером Константиновского артиллерийского училища (Санкт-Петербург), двухлетний курс которого окончил по 1-му разряду и в августе 1899 года был произведен в подпоручики, с назначением на службу в 6-й мортирный артиллерийский полк, расквартированный в Херсоне. В августе 1902 года произведен в поручики.
В ноябре 1903 года был переведен в 6-й мортирный летучий артиллерийский парк, сформированный при 6-м мортирном артиллерийском полку, а в ноябре 1905 года переведен в 5-й мортирный парковый артиллерийский дивизион, сформированный в Херсоне на основе расформированных 6-го мортирного артиллерийского полка и 6-го мортирного летучего артиллерийского парка.
В мае 1906 года был переведен в 5-й мортирный артиллерийский парк, созданный в Херсоне путем расформирования 5-го мортирного паркового артиллерийского дивизиона и создания на его основе 5-го мортирного артиллерийского парка и 5-го мортирного артиллерийского дивизиона. В сентябре 1906 года произведен в штабс-капитаны.
В январе 1907 года был переведен из 5-го мортирного артиллерийского парка в 5-й мортирный артиллерийский дивизион (Херсон).
По состоянию на 01.01.1908, на 01.01.1909, на 01.01.1910 — в чине штабс-капитана служил в 5-м Сибирском мортирном парковом артиллерийском дивизионе (с. Спасское, Приморская область).
В августе 1910 года штабс-капитан 5-го мортирного артиллерийского дивизиона Афанасьев был переведен в состав 24-го мортирного артиллерийского дивизиона, созданного в Херсоне путём переформирования 5-го мортирного артиллерийского дивизиона и передислоцированного в Оренбург.
В октябре 1911 года штабс-капитан Афанасьев был переведен в 3-ю артиллерийскую бригаду, расквартированную в Калуге. В марте 1913 года произведен в капитаны.
В сентябре 1913 года, выдержав вступительный экзамен, был принят в младший класс Николаевской академии Генерального штаба.
На декабрь 1913 года — был женат на уроженке Херсонской губернии православного вероисповедания, супруги имели сына 9 лет.
Участник Первой мировой войны. В июле 1914 года, по объявлении мобилизации и прекращении учебного процесса в академии, был отправлен в свою часть (в 3-ю артиллерийскую бригаду 3-й пехотной дивизии, действовавшей на Юго-Западном фронте) и в дальнейшем к учёбе в академии не возвращался. В боях был ранен, награждён многими боевыми орденами, в том числе орденом Святого Георгия 4-й степени.
В сентябре 1915 года был назначен командующим 1-й батареей своей 3-й артиллерийской бригады. В январе 1916 года произведен в подполковники.
В августе 1917 года был назначен командиром 2-й батареи 6-го мортирного артиллерийского дивизиона 6-го армейского корпуса. В сентябре 1917 года произведен в полковники.

### Украинский офицер
В ходе демократических преобразований в стране и в армии после свержения самодержавия, 6-й армейский корпус был назначен Ставкой Верховного главнокомандующего к украинизации. К октябрю 1917 года из украинизированных воинских частей 6-го армейского корпуса был сформирован 2-й Украинский Запорожский армейский корпус Русской армии, подчинённый после октябрьского переворота 1917 года в Петрограде украинской Центральной Раде, созданной в губернском городе Киеве. Полковник Афанасьев в составе войск 2-го Запорожского корпуса перешёл на службу в создаваемую армию Украинской народной республики. Некоторое время был инспектором артиллерии 2-го Запорожского корпуса.
С января 1918 года полковник Афанасьев — в составе Гайдамацкого коша Слободской Украины. Весной 1918 года подготовил на украинском языке учебное пособие (устав) для артиллеристов.
В 1918 году служил в Киеве начальником отдела в Управлении инспектора артиллерии армии гетмана Скоропадского. С октября 1918 года — командир артиллерийского полка отдельной Сердюкской дивизии армии Украинской державы.

### Белогвардейский офицер
В 1919—1920 годах, после ликвидации Гетманата, служил в войсках Деникина, затем в Русской армии барона Врангеля. В ноябре 1920 года эвакуирован из Крыма в Турцию. Белоэмигрант.

## Награды
- Орден Святого Станислава 3-й степени  (ВП от 18.11.1905)
- Орден Святой Анны 3-й степени (06.12.1908; ВП от 12.02.1909)[~ 2]
- Медаль «В память 300-летия царствования Дома Романовых» (1913)
- Орден Святой Анны 2-й степени с мечами (18.12.1914; Дополнение к ВП от 25.12.1914)
- Орден Святого Владимира 4-й степени с мечами и бантом (ВП от 12.02.1915)
- Орден Святого Станислава 2-й степени с мечами (утв. ВП от 24.05.1915)
- Высочайшее благоволение (ВП от 08.12.1915), — за отличия в делах против неприятеля
- Мечи и бант к имеющемуся ордену Святой Анны 3-й степени (утв. ВП от 09.01.1916)
- Мечи и бант к имеющемуся ордену Святого Станислава 3-й степени (утв. ВП от 01.08.1916)
- Орден Святой Анны 4-й степени с надписью «За храбрость» (утв. ВП от 26.10.1916)
- Орден Святого Георгия 4-й степени (утв. ВП от 25.11.1916), — …за то, что в бою 22-го и 23-го мая 1916 года у д. Сопанов, командуя группой (2 легких 1 горной и взводом гаубиц) батарей, несмотря на действительный огонь тяжелой и легкой артиллерии противника как по батареям, так и по наблюдательному пункту, с редким хладнокровием и мужеством блестяще руководил действием своей группы, результатом чего было почти полное молчание артиллерии и настолько ослабленное сопротивление противника, что наши войска с малыми потерями взяли сильно укрепленную позицию, захватив 3 штурмовых орудия, 9 пулеметов и  1600 пленных. [15]

## Комментарии
1. ↑  Как следует из «Общих списков офицерским чинам Русской императорской армии» (на 01.01.1908, на 01.01.1909, на 01.01.1910), в 5-м Восточно-Сибирском мортирном парковом артиллерийском дивизионе служил также однофамилец штабс-капитана Георгия Павловича Афанасьева — капитан Афанасьев Анатолий Васильевич (1873 года рождения). Высочайшим приказом (ВП) от 02.02.1907 штабс-капитан Анатолий Васильевич Афанасьев был переведен из 10-го мортирного артиллерийского дивизиона в 5-й мортирный артиллерийский парк (в котором до 22.01.1907 служил штабс-капитан Афанасьев, Георгий Павлович), затем ВП от 02.06.1907 (по данным из журнала «Разведчик» Архивная копия от 1 декабря 2023 на Wayback Machine — ВП от 05.04.1907) был переведен в 5-й Восточно-Сибирский мортирный парковый артиллерийский дивизион, откуда ВП от 20.02.1910 переведен, в чине капитана, в 8-й мортирный артиллерийский парк, оттуда, согласно ВП от 03.08.1910, — в 1-й мортирный артиллерийский дивизион, в составе которого вступил в Первую мировую войну. Анатолий Васильевич Афанасьев — участник Русско-японской и Первой мировой войн, был награждён всеми боевыми орденами до Св. Владимира 4-й степени с мечами и бантом включительно, в том числе орденом Св. Анны 3-й степени с мечами и бантом (ВП от 01.03.1907). 28.04.1915 он был назначен командующим 2-й батареей 20-го мортирного артиллерийского дивизиона (ВП от 24.06.1915), в 1917 году в чине подполковника командовал 7-м Сибирским стрелковым парковым артиллерийским дивизионом (информация по Афанасьеву Анатолию Васильевичу за 1914–1917 годы опубликована на портале «Памяти героев Великой войны 1914—1918 гг.»).
2. ↑  В тексте выписки из Высочайшего приказа от 12.02.1909 Архивная копия от 16 сентября 2024 на Wayback Machine, опубликованной в журнале «Разведчик» №956 стр. 58, награждённый орденом Святой Анны 3-й степени штабс-капитан 5-го мортирного артиллерийского дивизиона Георгий Афанасьев ошибочно назван Григорием, при том, что в этот период времени, согласно «Общим спискам офицерским чинам Русской императорской армии», офицер по имени «Афанасьев Григорий» в армии не служил. Как следует из «Общих списков офицерским чинам Русской императорской армии» (на 01.01.1908, на 01.01.1909, на 01.01.1910), с декабря 1907 по январь 1910 года в 5-м мортирном артиллерийском дивизионе офицеров по фамилии Афанасьев не было, а штабс-капитан Георгий Афанасьев, служивший в 1907 году в этом дивизионе, числился в составе 5-го Восточно-Сибирского мортирного паркового артиллерийского дивизиона.